# 大塩町
大塩町（おおしおちょう）は、兵庫県印南郡にあった町。現在の姫路市の以下の町に相当する。
- 大塩町（おおしおちょう）（郵便番号671-0101[1]）
- 大塩町汐咲（おおしおちょうしおさき）1丁目～3丁目（郵便番号671-0102[1]）
- 大塩町宮前（おおしおちょうみやまえ）（郵便番号671-0103[1]）

本項では姫路市の上記各町、および印南郡大塩町の町制前の名称である大塩村（おおしおむら）についても述べる。

## 地理
大塩町は姫路市の南東端沿岸部に位置する。大半の町境を高砂市北浜町および高砂市曽根町と接している。南西で接する的形町（旧的形村）との間には道路が無く、姫路市の他の地域との行き来には高砂市を経由しなければならない。
- 海洋：播磨灘
- 河川：西浜川、天川（河口右岸）

## 大塩村・大塩町 (印南郡)

### 歴史
大塩は古くは汐咲あるいは塩崎と称したという。
印南野は行き過ぎぬらし天伝ふ日笠の浦に波立てり見ゆ—詠人不詳、『万葉集』、第7巻 1178番
この歌は現在の大塩付近の海上において詠んだものとされ、日笠の浦は曽根との境に位置する日笠山の先にある。大塩の塩田は一説に行基が的形に始めたものが広がったものという。
中世には大塩城の大塩氏が小寺氏に仕えたが羽柴秀吉の播州攻略において破れ、西へ落ち延びて黒田孝高・黒田長政に仕えるようになった。
江戸時代は姫路藩領に属し、的形村に掛けて塩田開発が盛んで「赤穂新浜にも勝れり」と称されるほどであった。その赤穂の塩田技術指導に大塩の人々が協力し、大石良雄から返礼に贈られた手洗い鉢が残る。石高は「天保郷帳」「旧高旧領取締帳」共に949石余り。「元禄浜」「天保浜」「嘉永浜」「明治新開」といった塩田開発時の元号を取った字名が残る。
塩田は広く隣村の北浜、的形、曽根にまで広がり、県下でも赤穂に匹敵する塩の生産量を誇ったが、戦後の日本専売公社は「塩業革命」を断行、1950年3月の閣議決定により濃縮した海水を煮詰める「煎熬（せんごう）」工程は釜の中を真空にして低温で水分を蒸発させる真空式工場に転換、大塩の業者・組合は相次いで真空式工場を建設した。1952年制定の製塩施設法は入浜式塩田を流下式塩田に転換することを促し、大塩地区でも1957年までには全て流下式塩田に改良され、入浜式の頃の3倍の生産量を挙げるようになった。いっぽうで専売公社の塩買取価格は段階的に引き下げられ、設備投資で巨額の負債を抱えた塩業組合は一層の経営努力を余儀なくされ、これで失職した多数の塩田労働者は転職かなわず、失業対策事業で救済されることになった。
- 1889年（明治22年）4月1日 - 町村制の施行により、近世以来の大塩村が単独で自治体を形成。
- 1926年（大正15年）4月1日 - 大塩村が町制施行して大塩町となる。
- 1959年（昭和34年）5月1日 - 姫路市に編入。同日大塩町廃止。

### 合併問題
「昭和の大合併」において、大塩町は町内の合意形成が難しく、県を巻き込んで一時紛糾する問題となった。
1947年（昭和22年）5月3日に日本国憲法とともに地方自治法が施行されると、神戸市・姫路市に挟まれた加印地区でも町村合併を刺激する動きが現れる。同年5月31日には高砂町に加印15町村長が集まり、県から指示された10年後の都市建設構想地図を中心に討議しているが、大塩町長はこの討議にも参加している。
1954年（昭和29年）3月に兵庫県加印地方事務所は管内を6ブロックに分けた合併案を示す。そのうちの一つ、大塩ブロック（大塩町、的形村、北浜村）については「三ヶ町村が合併して生れる新町もなお財政力が弱小であるので、三ヶ町村そろって高砂市制施行后編入合併をしたいとの気運があること」が合併実施にあたっての障害とされた。1956年（昭和31年）1月18日の合併研究協議会では3町村による合併を希望したのは的形村のみで、翌19日に3町村長がそろって高砂市を訪問すると高砂市長・中須義男から合併について前向きな意向が示された。しかしこの頃、高砂市は米田町との合併論議が紛糾し、大塩ブロックとの間には協議の機会は訪れなかった。町村合併促進法の期限切れ（1956年9月30日）が迫った8月上旬には「的形村は急に姫路市合併に傾き、大塩町は高砂市との合併が強くなり、北浜村は挙げて高砂市合併に傾く」ということで三者三様の観を呈するにいたった。9月11日に高砂市は大塩ブロックとの合併委員会を設置し、9月19日に北浜村は高砂市との無条件合併を決定、9月29日には大塩町長が高砂市を訪れ市議会での議決を求め、10月に入り高砂市議会が大塩ブロックの編入方針を決める。しかし10月8日には的形村が住民の8割以上が姫路市との合併を望んだことにより合併協議会から脱退、11月に入ると大塩町にもより強力な財政力を持つ姫路市からの働きかけが強まる。大塩町と高砂市との間には大塩小学校の校舎改築問題で意見の不一致があり、「大塩ブロック」はブロックとしての姿を失いつつあった。
1956年12月28日の大塩町議会において姫路市と高砂市のどちらを合併相手とするか態度を決しようとしたが賛否が伯仲し、1957年（昭和32年）1月7日の再審議で姫路7票、高砂5票、白票2、退席1で姫路市との合併を進める旨を議決した。これに基づき、翌日に大塩町長は姫路市を訪れ、合併を正式に申し入れる。これに対し兵庫県が反発し、1月12日に「高砂市、大塩町、北浜村」の合併を勧告し、高砂市側も勧告の推進を県に陳情した。この勧告に対し姫路市は「住民の意思を無視し中央の一方的な合併の強制はいけない」と反論し、大塩町との合併を粛々と進める旨を表明した。2月18日に姫路市と大塩町との合併覚書に調印し、3月7日の町議会で正式に姫路市との合併を議決する。この際に中須・高砂市長の命で同市水道局員が大塩町への上水道を破壊して、市長らが逮捕される騒動まで発生し、大塩町住民の高砂市からの離反は決定的になった。
1957年9月5日に姫路市と大塩町との連署で兵庫県知事に自主的合併として申請するも、兵庫県は県の合併計画によらないものとしてこの申請を受理しなかった。その後自治庁も絡んで時間をかけた調整が行われ、最終的に「大塩町の住民投票によって最後の決定を行う」方針が決定された。1959年（昭和34年）4月18日の住民投票により、県の合併計画に賛成1263票に対し反対2280票に達し、姫路市との自主合併が認められることとなった。兵庫県の策定した種々の合併計画は、一部の計画変更を伴いながら大塩町と姫路市との合併をもって一応の完結をみる。

## 大塩町 (姫路市)・大塩町汐咲・大塩町宮前
姫路市への合併後、1971年（昭和46年）の塩業近代化臨時措置法により全国的に流下式塩田はイオン交換樹脂法による製塩に転換されることとなった。大塩では海水質の面からイオン交換膜法の採用自体を断念、1971年末に大塩での製塩は廃止となる。塩田跡は、一部は住宅地や学校になったりしたものの、多くは空地として残っている。
大塩町汐咲と大塩町宮前は区画整理によって1991年（平成3年）に大塩町から分離して発足した。汐咲は大塩村の旧名から、宮前は字名から取られている。

### 世帯数と人口
2024年（令和6年）3月31日現在の世帯数と人口は以下の通りである。
| 町名            | 世帯数   | 人口   |
| --------------- | -------- | ------ |
| 大塩町          | 2540世帯 | 5623人 |
| 大塩町宮前      | 44世帯   | 107人  |
| 大塩町汐咲1丁目 | 39世帯   | 72人   |
| 大塩町汐咲2丁目 | 165世帯  | 366人  |
| 大塩町汐咲3丁目 | 108世帯  | 337人  |

### 小・中学校の学区
市立小・中学校に通う場合、学区は以下の通りとなる。
| 区域 | 小学校             | 中学校             | 備考 |
| ---- | ------------------ | ------------------ | ---- |
| 全域 | 姫路市立大塩小学校 | 姫路市立大的中学校 |      |

### 交通

#### 鉄道路線
- 山陽電気鉄道
  - 本線
    - 大塩駅

#### 道路
- 国道250号

### 施設
特記無き場合は大塩町。

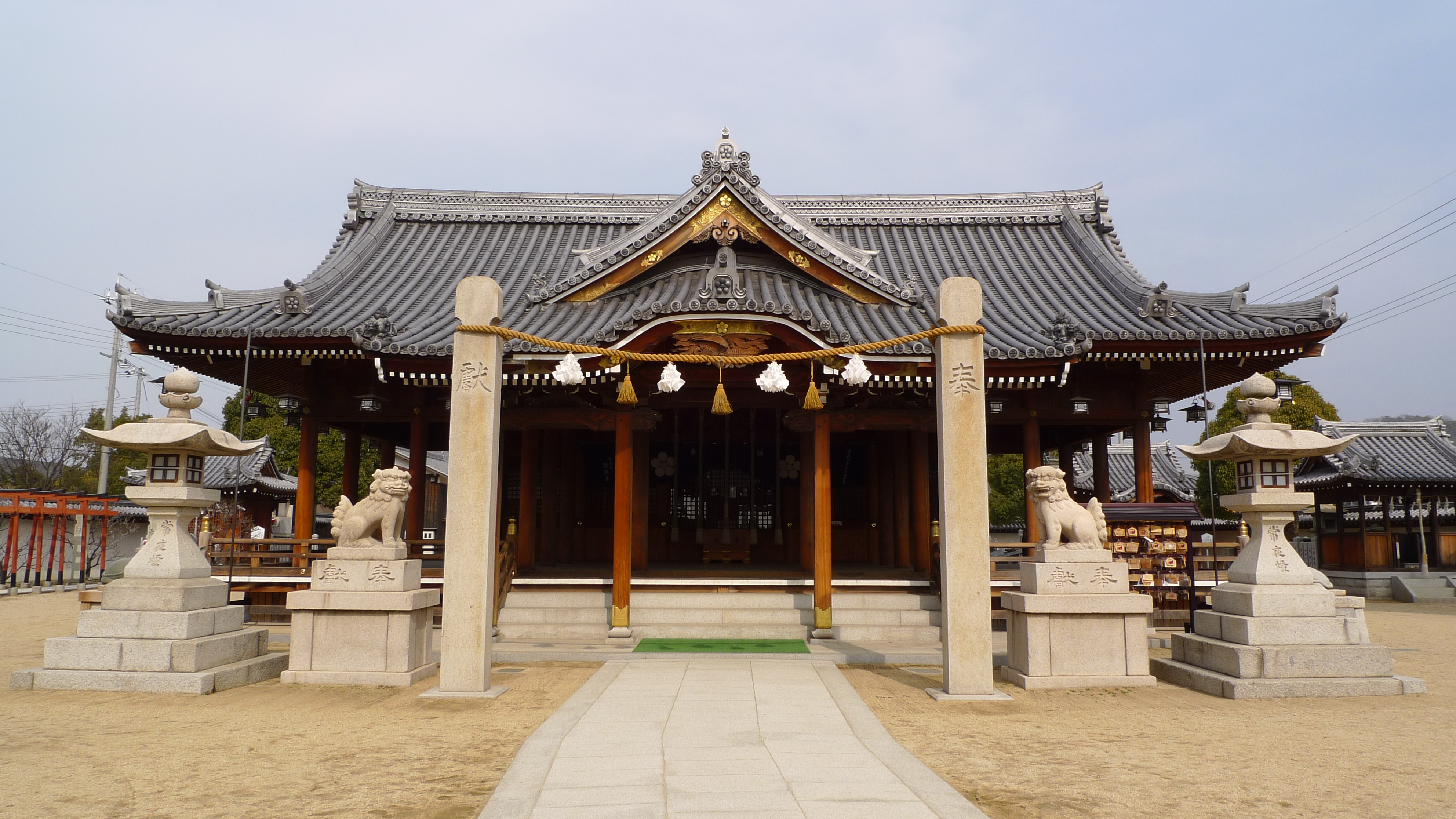
大塩天満宮

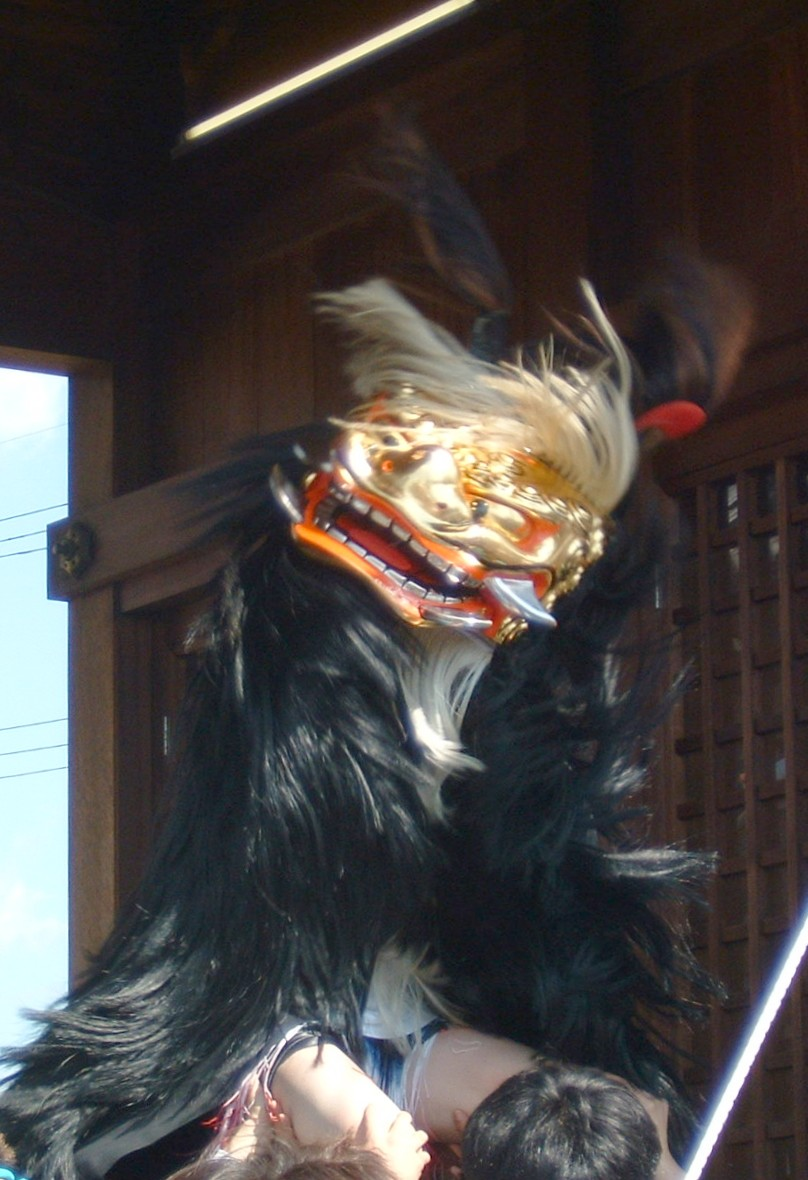
大塩天満宮　東之丁毛獅子

- 梶原家住宅（通称「西梶原」）（国登録建造物）、山本家住宅 - 塩田主の邸宅が今も残る[3]。
- 梶原家住宅（通称「中西梶原」）（国登録建造物） - 西梶原の新宅として大正時代に分家し陶磁器商を本業とした[3]。
- 旧山本家住宅[23]（通称「前新宅」） - 「ひょうご住宅百選」の一つに選ばれている。現在は赤鹿不動産の所有[3]。  
  - 上記各住宅はいずれも非公開。
- 大塩郵便局（大塩町宮前）
- 天満神社（大塩天満宮）（大塩町汐咲1丁目） - 毎年10月14日・15日の例祭における勇壮な獅子舞で知られる[3][24]。
- 姫路市立大塩幼稚園（大塩町汐咲2丁目）
- 姫路市立大塩小学校（大塩町汐咲2丁目）
- 以下は塩田跡地に設置。
  - 姫路市立大的中学校
  - 姫路大学
  - 姫路シーサイドゴルフコース

#### かつての施設
- 賢明女子学院短期大学 - 廃止後の校地に姫路大学。